# Elisabeth Harnois
Pour les articles homonymes, voir Harnois (homonymie).
Elisabeth Harnois, née le 26 mai 1979 à Détroit, (Michigan, États-Unis), est une actrice américaine.

## Biographie
Elisabeth Rose Harnois est née le 26 mai 1979 à Détroit, Michigan.
Elle a fait des études de cinéma à l'université Wesleyenne qu'elle achève avec succès en 2001.

## Carrière
Elle est apparue dans deux films quand elle avait cinq ans et ensuite dans des films publicitaires. Elle a tenu des petits rôles ou a prêté sa voix à des dessins animés. Mais sa carrière commence réellement lorsqu'elle est choisie en 1991 pour tenir le rôle d'Alice dans le film de Disney.
En 2007, elle retrouve Hilarie Burton dans le film Solstice de Daniel Myrick, avec également Shawn Ashmore, Amanda Seyfried et Tyler Hoechlin.
En 2010, elle joue dans la série Miami Medical, mais cette dernière est annulée après une courte saison. L'année suivante, elle est présente en guest à la fin de la saison 11 des Experts et devient actrice régulière à partir de la saison suivante.
En 2018, elle tourne pour la troisième fois aux côtés d'Hilarie Burton et Danneel Ackles dans le téléfilm La Proposition de Noël.

## Filmographie

### Cinéma
- 1985 : Un drôle de Noël (One Magic Christmas) de Phillip Borsos : Abbie Grainger
- 1986 : Where Are the Children ? de Bruce Malmuth : Missy Eldridge
- 1999 : Facade de Carl Colpaert : Kate
- 2002 : Swimming Upstream de Russell Mulcahy : Julie Sutton
- 2005 : Pretty Persuasion de Marcos Siega  : Brittany Wells
- 2005 : Strangers with Candy de Paul Dinello : Monica
- 2007 : Solstice de Daniel Myrick : Megan / Sophie
- 2007 : Ten Inch Hero de Daniel Mackay : Piper
- 2008 : La Théorie du Chaos (Chaos Theory) de Marcos Siega : Jesse Allen
- 2008 : Keith de Todd Kessler : Natalie
- 2009 : A Single Man de Tom Ford : Une jeune femme
- 2011 : Milo sur Mars (Mars Needs Moms) de Simon Wells : Ki (voix)
- 2011 : Bad Meat de Lulu Jarmen : Rose Parker
- 2013 : L'énigme (Riddle) de John O. Hartman et Nicholas Mross : Holly Teller
- 2014 : Don Peyote de Dan Fogler et Michael Canzoniero : Eve
- 2018 : The Work Wife de Michael Feifer : Lisa
- 2019 : Skin in the Game d'Adisa : Sharon

#### Court métrage
- 2011 : Dog Hate Cat d'Omar Beqaj : Katie Pride

### Télévision

#### Séries télévisées
- 1987 : Les Routes du paradis (Highway to Heaven) : Jenny Raines
- 1987 : La belle et la bête (Beauty and the Beast) : La petite fille
- 1988 - 1989 : Fantastic Max : Zoe Young (voix)
- 1989 : Le secret de Château Valmont (Till We Meet Again) : Freddy enfant
- 1990 : Postworth & Co : Rosie
- 1992 - 1994 : Adventures in Wonderland : Alice
- 1993 : Le Prince de Bel-Air (The Fresh Prince of Bel-Air) : Steffi
- 1995 : Incorrigible Cory (Boy Meets World) : Missy Robinson
- 1995 : The Client : Leigh-Ann
- 1995 - 1996 : Unhappily Ever After : Patty McGurk
- 1997 : Salut les frangins (Brotherly Love) : Carly
- 1999 : Un toit pour trois (Two Guys a Girl and a Pizza Place) : La traductrice
- 2000 : Charmed : Brooke
- 2000 : La Force du destin (All My Children) : Sarah Livingston
- 2005 : Esprits criminels (Criminal Minds) : Cheryl Davenport / Patricia "Trish" Davenport
- 2005 - 2006 : Point Pleasant, entre le bien et le mal (Point Pleasant) : Christina Nickson
- 2006 : Les Experts : Miami (CSI : Miami) : Jill Gerard
- 2006 - 2007 : Les Frères Scott (One Tree Hill) : Shelly Simon
- 2007 : Cold Case : Affaires classées (Cold Case) : Janey Davis, 1963
- 2008 : Dirt : Milan Carlton
- 2008 : FBI : Portés disparus (Without a Trace) : Erin MacNeil
- 2008 - 2009 : 90210 Beverly Hills : Nouvelle Génération : Une femme
- 2010 : Miami Medical : Dr Serena Warren
- 2011 - 2015 : Les Experts (CSI : Crime Scene Investigation) : Morgan Brody

#### Téléfilms
- 1998 : Rendez-vous à la Maison-Blanche (My Date with the President's Daughter) : Hallie Richmond
- 1998 : The Warlord: Battle for the Galaxy de Joe Dante : Maggi Sorenson
- 2014 : Sous le charme de Noël (A Christmas Kiss II) de Kevin Connor : Jenna Kingston
- 2017 : Grossesse en péril (My Baby Gone) de Steve Bacic : Emily Jones
- 2018 : Deux Cupidons pour Noel (Christmas Cupid's Arrow) de Michael D. Sellers : Holly Willinger
- 2018 : La Proposition de Noël (The Christmas Contract) de Monika Mitchell : Lilly
- 2018 : Une ex de trop (Twisted) de Philippe Gagnon : Kara Spencer
- 2019 : Le Grand bal du réveillon (Best Christmas Ball Ever) de Nick Lyon : Amy

## Distinctions

### Nominations
- 1987 : Young Artist Award pour Un drôle de Noël (1985)
- 1988 : Best Young Actress pour l'épisode Man's best friend dans Highway to Heaven
- 1993 : Outstanding Performers in a Childrens Program pour Adventures in Wonderland